# Believe Tour
Believe Tour è il secondo tour del cantante canadese Justin Bieber, per promuovere il suo secondo album Believe, mentre il terzo sarà il Purpose World Tour, inizio 9 marzo 2016.

## Artisti di apertura
- Carly Rae Jepsen (Nord America, Europa)[1]
- Cody Simpson (Nord America)[2]
- The Wanted (Nord America)[3]
- Ariana Grande (Nord America).

## Scaletta del tour

### Europa
1. All Around the World
2. Take You
3. Catching Feelings
4. Medley: One Time/Eenie Meenie/Somebody to Love
5. Love Me Like You Do
6. She Don't Like the Lights
7. Die in Your Arms
8. Out of Town Girl
9. Be Alright
10. Fall
11. Yellow Raincoat
12. Never Say Never
13. Beauty and a Beat
14. One Less Lonely Girl
15. As Long as You Love Me
16. Believe
17. Boyfriend
18. Baby

## Date e Incassi
| Data              | Città                | Paese               | Luogo di esibizione                  | Biglietti Venduti/ Biglietti Disponibili | Incassi      |  |
| ----------------- | -------------------- | ------------------- | ------------------------------------ | ---------------------------------------- | ------------ |  |
| Nord America      |                      |                     |                                      |                                          |              |  |
| 29 settembre 2012 | Glendale             | Stati Uniti         | Jobing.com Arena                     | 13.428/ 13.428                           | $1.013.460   |  |
| 30 settembre 2012 | Las Vegas            | Stati Uniti         | MGM Grand Garden Arena               | 13.504/ 13.504                           | $1.076.868   |  |
| 2 ottobre 2012    | Los Angeles          | Stati Uniti         | Staples Center                       | 27.546/ 27.546                           | $2.238.937   |  |
| 3 ottobre 2012    | Los Angeles          | Stati Uniti         | Staples Center                       | 27.546/ 27.546                           | $2.238.937   |  |
| 5 ottobre 2012    | Fresno               | Stati Uniti         | Save Mart Center                     | 11.965/ 11.965                           | $1.323.632   |  |
| 6 ottobre 2012    | Oakland              | Stati Uniti         | Oracle Arena                         | 14.126/ 14.126                           | $1.063.978   |  |
| 8 ottobre 2012    | Portland             | Stati Uniti         | Rose Garden                          | 14.550/ 14.550                           | $1.002.495   |  |
| 9 ottobre 2012    | Tacoma               | Stati Uniti         | Tacoma Dome                          | 20.259/ 20.259                           | $1.338.701   |  |
| 10 ottobre 2012   | Vancouver            | Canada              | Rogers Arena                         | 14.423/ 14.423                           | $1.215.360   |  |
| 12 ottobre 2012   | Calgary              | Canada              | Scotiabank Saddledome                | 13.631/ 13.631                           | $1.117.440   |  |
| 15 ottobre 2012   | Edmonton             | Canada              | Rexall Place                         | 13.663/ 13.663                           | $1.137.620   |  |
| 16 ottobre 2012   | Saskatoon            | Canada              | Credit Union Centre                  | 13.113/ 13.113                           | $1.052.590   |  |
| 18 ottobre 2012   | Winnipeg             | Canada              | MTS Centre                           | 13.326/ 13.326                           | $1.048.840   |  |
| 20 ottobre 2012   | Minneapolis          | Stati Uniti         | Target Center                        | 14.532/ 14.532                           | $1.071.284   |  |
| 21 ottobre 2012   | Milwaukee            | Stati Uniti         | [[BMO Harris Bradley Cent er]]       | 14.957/ 14.957                           | $1.066.557   |  |
| 23 ottobre 2012   | Chicago              | Stati Uniti         | Allstate Arena                       | 27.132/ 27.132                           | $2.125.924   |  |
| 24 ottobre 2012   | Chicago              | Stati Uniti         | Allstate Arena                       | 27.132/ 27.132                           | $2.125.924   |  |
| 26 ottobre 2012   | Kansas City          | Stati Uniti         | Sprint Center                        | 13.972/ 13.972                           | $1.033.314   |  |
| 27 ottobre 2012   | Saint Louis          | Stati Uniti         | Scottrade Center                     | 15.034/ 15.034                           | $1.108.442   |  |
| 29 ottobre 2012   | Dallas               | Stati Uniti         | American Airlines Center             | 14.094/ 14.094                           | $1.066.183   |  |
| 30 ottobre 2012   | Houston              | Stati Uniti         | Toyota Center                        | 13.084/ 13.084                           | $1.021.718   |  |
| 1º novembre 2012  | Memphis              | Stati Uniti         | FedExForum                           | 13.511/ 13.511                           | $932.669     |  |
| 2 novembre 2012   | Louisville           | Stati Uniti         | KFC Yum! Center                      | 16.334/ 16.334                           | $1.158.153   |  |
| 4 novembre 2012   | Filadelfia           | Stati Uniti         | Wells Fargo Center                   | 15.393/ 15.393                           | $1.247.574   |  |
| 5 novembre 2012   | Washington           | Stati Uniti         | Verizon Center                       | 14.472/ 14.472                           | $1.169.569   |  |
| 9 novembre 2012   | East Rutherford      | Stati Uniti         | Izod Center                          | 15.956/ 15.956                           | $1.233.492   |  |
| 10 novembre 2012  | Boston               | Stati Uniti         | TD Garden                            | 13.561/ 13.561                           | $1.087.270   |  |
| 12 novembre 2012  | New York             | Stati Uniti         | Barclays Center                      | 14.261/ 14.261                           | $1.107.390   |  |
| 20 novembre 2012  | Pittsburgh           | Stati Uniti         | Consol Energy Center                 | 14.263/ 14.263                           | $1.029.318   |  |
| 21 novembre 2012  | Detroit              | Stati Uniti         | The Palace of Auburn Hills           | 15.469/ 15.469                           | $1.178.456   |  |
| 23 novembre 2012  | Ottawa               | Canada              | Scotiabank Place                     | 13.696/ 13.696                           | $1.104.550   |  |
| 26 novembre 2012  | Montréal             | Canada              | Bell Centre                          | 15.870/ 15.870                           | $1.255.360   |  |
| 28 novembre 2012  | New York             | Stati Uniti         | Madison Square Garden                | 27.280/ 27.280                           | $2.390.196   |  |
| 29 novembre 2012  | New York             | Stati Uniti         | Madison Square Garden                | 27.280/ 27.280                           | $2.390.196   |  |
| 1º dicembre 2012  | Toronto              | Canada              | Rogers Centre                        | 43.817/ 43.817                           | $2.671.520   |  |
| 5 gennaio 2013    | Salt Lake City       | Stati Uniti         | EnergySolutions Arena                | 14.693/ 14.693                           | $1.007.579   |  |
| 7 gennaio 2013    | Denver               | Stati Uniti         | Pepsi Center                         | 13.629/ 13.629                           | $1.015.154   |  |
| 9 gennaio 2013    | Tulsa                | Stati Uniti         | BOK Center                           | 12.985/ 12.985                           | $888.101     |  |
| 10 gennaio 2013   | Little Rock          | Stati Uniti         | Verizon Arena                        | 14.849/ 14.849                           | $974.452     |  |
| 12 gennaio 2013   | San Antonio          | Stati Uniti         | AT&T Center                          | 14.653/ 14.653                           | $985.153     |  |
| 15 gennaio 2013   | New Orleans          | Stati Uniti         | New Orleans Arena                    | 13.986/ 13.986                           | $1.002.620   |  |
| 16 gennaio 2013   | Birmingham           | Stati Uniti         | BJCC Arena                           | 13.530/ 13.530                           | $920.078     |  |
| 18 gennaio 2013   | Nashville            | Stati Uniti         | Bridgestone Arena                    | 14.287/ 14.287                           | $1.046.887   |  |
| 19 gennaio 2013   | Greensboro           | Stati Uniti         | Greensboro Coliseum                  | 15.395/ 15.395                           | $998.126     |  |
| 22 gennaio 2013   | Charlotte            | Stati Uniti         | Time Warner Cable Arena              | 15.272/ 15.272                           | $1.089.601   |  |
| 23 gennaio 2013   | Atlanta              | Stati Uniti         | Philips Arena                        | 12.686/ 12.686                           | $995.137     |  |
| 25 gennaio 2013   | Orlando              | Stati Uniti         | Amway Center                         | 13.355/ 13.355                           | $1.009.923   |  |
| 26 gennaio 2013   | Miami                | Stati Uniti         | American Airlines Arena              | 27.580/ 27.580                           | $2.178.830   |  |
| 27 gennaio 2013   | Miami                | Stati Uniti         | American Airlines Arena              | 27.580/ 27.580                           | $2.178.830   |  |
| Europa            |                      |                     |                                      |                                          |              |  |
| 17 febbraio 2013  | Dublino              | Irlanda             | The O2                               | N.D.                                     | N.D.         |  |
| 18 febbraio 2013  | Dublino              | Irlanda             | The O2                               | N.D.                                     | N.D.         |  |
| 21 febbraio 2013  | Manchester           | Regno Unito         | Manchester Arena                     | 28.678/ 28.678                           | $2.398.540   |  |
| 22 febbraio 2013  | Manchester           | Regno Unito         | Manchester Arena                     | 28.678/ 28.678                           | $2.398.540   |  |
| 24 febbraio 2013  | Liverpool            | Regno Unito         | Echo Arena Liverpool                 | N.D.                                     | N.D.         |  |
| 27 febbraio 2013  | Birmingham           | Regno Unito         | National Indoor Arena                | N.D.                                     | N.D.         |  |
| 28 febbraio 2013  | Birmingham           | Regno Unito         | National Indoor Arena                | N.D.                                     | N.D.         |  |
| 2 marzo 2013      | Nottingham           | Regno Unito         | Capital FM Arena Nottingham          | N.D.                                     | N.D.         |  |
| 4 marzo 2013      | Londra               | Regno Unito         | The O2 Arena                         | 58.479/ 60.281                           | $5.053.170   |  |
| 5 marzo 2013      | Londra               | Regno Unito         | The O2 Arena                         | 58.479/ 60.281                           | $5.053.170   |  |
| 7 marzo 2013      | Londra               | Regno Unito         | The O2 Arena                         | 58.479/ 60.281                           | $5.053.170   |  |
| 8 marzo 2013      | Londra               |                     | The O2 Arena                         | 58.479/ 60.281                           | $5.053.170   |  |
| 11 marzo 2013     | Lisbona              | Portogallo          | Pavilhão Atlântico                   | N.D.                                     | N.D.         |  |
| 14 marzo 2013     | Bilbao               | Spagna              | Bizkaia Arena                        | N.D.                                     | N.D.         |  |
| 16 marzo 2013     | Barcellona           | Spagna              | Palau Sant Jordi                     | N.D.                                     | N.D.         |  |
| 19 marzo 2013     | Parigi               | Francia             | Palais Omnisports de Paris-Bercy     | N.D.                                     | N.D.         |  |
| 22 marzo 2013     | Zurigo               | Svizzera            | Hallenstadion                        | 13.000/ 13.000                           | $1.364.500   |  |
| 23 marzo 2013     | Bologna              | Italia              | Unipol Arena                         | N.D.                                     | N.D.         |  |
| 25 marzo 2013     | Łódź                 | Polonia             | Atlas Arena                          | N.D.                                     | N.D.         |  |
| 28 marzo 2013     | Monaco di Baviera    | Germania            | Olympiahalle                         | N.D.                                     | N.D.         |  |
| 30 marzo 2013     | Vienna               | Austria             | Wiener Stadthalle                    | N.D.                                     | N.D.         |  |
| 31 marzo 2013     | Berlino              | Germania            | O2 World                             | 9.475/ 13.289                            | $810.632     |  |
| 2 aprile 2013     | Amburgo              | Germania            | O2 World                             | 9.204/ 12.984                            | $871.682     |  |
| 3 aprile 2013     | Francoforte sul Meno | Germania            | Festhalle Frankfurt                  | N.D.                                     | N.D.         |  |
| 5 aprile 2013     | Dortmund             | Germania            | Westfalenhallen                      | N.D.                                     | N.D.         |  |
| 6 aprile 2013     | Colonia              | Germania            | Lanxess Arena                        | N.D.                                     | N.D.         |  |
| 8 aprile 2013     | Strasburgo           | Francia             | Zénith de Strasbourg                 | N.D.                                     | N.D.         |  |
| 10 aprile 2013    | Anversa              | Belgio              | Sportpaleis                          | 35.751/ 36.939                           | $2.598.300   |  |
| 11 aprile 2013    | Anversa              | Belgio              | Sportpaleis                          | 35.751/ 36.939                           | $2.598.300   |  |
| 13 aprile 2013    | Arnhem               | Paesi Bassi         | GelreDome                            | N.D.                                     | N.D.         |  |
| 16 aprile 2013    | Oslo                 | Norvegia            | Telenor Arena                        | N.D.                                     | N.D.         |  |
| 17 aprile 2013    | Oslo                 | Norvegia            | Telenor Arena                        | N.D.                                     | N.D.         |  |
| 18 aprile 2013    | Oslo                 | Norvegia            | Telenor Arena                        | N.D.                                     | N.D.         |  |
| 20 aprile 2013    | Copenaghen           | Danimarca           | Parken                               | N.D.                                     | N.D.         |  |
| 22 aprile 2013    | Stoccolma            | Svezia              | Ericsson Globe                       | N.D.                                     | N.D.         |  |
| 23 aprile 2013    | Stoccolma            | Svezia              | Ericsson Globe                       | N.D.                                     | N.D.         |  |
| 26 aprile 2013    | Helsinki             | Finlandia           | Hartwall Areena                      | N.D.                                     | N.D.         |  |
| 28 aprile 2013    | San Pietroburgo      | Russia              | SKK Peterburgsky                     | N.D.                                     | N.D.         |  |
| April 30, 2013    | Mosca                | Russia              | Olimpysky                            | N.D.                                     | N.D.         |  |
| 2 maggio 2013     | Istanbul             | Turchia             | ITU Stadyumu                         | N.D.                                     | N.D.         |  |
| Asia              |                      |                     |                                      |                                          |              |  |
| 4 maggio 2013     | Dubai                | Emirati Arabi Uniti | The Sevens Stadium                   | N.D.                                     | N.D.         |  |
| 5 maggio 2013     | Dubai                | Emirati Arabi Uniti | The Sevens Stadium                   | N.D.                                     | N.D.         |  |
| Africa            |                      |                     |                                      |                                          |              |  |
| 8 maggio 2013     | Città del Capo       | Sudafrica           | Green Point Stadium                  | N.D.                                     | N.D.         |  |
| 12 maggio 2013    | Johannesburg         | Sudafrica           | FNB Stadium                          | N.D.                                     | N.D.         |  |
| Nord America      |                      |                     |                                      |                                          |              |  |
| 22 giugno 2013    | San Diego            | Stati Uniti         | Valley View Casino Center            | 10.832/ 10.832                           | $915.852     |  |
| 24 giugno 2013    | Los Angeles          | Stati Uniti         | Staples Center                       | 27.994/ 27.994                           | $2.307.566   |  |
| 25 giugno 2013    | Los Angeles          | Stati Uniti         | Staples Center                       | 27.994/ 27.994                           | $2.307.566   |  |
| 26 giugno 2013    | San Jose             | Stati Uniti         | HP Pavilion at San Jose              | 12.996/ 12.996                           | $1.082.050   |  |
| 28 giugno 2013    | Las Vegas            | Stati Uniti         | MGM Grand Garden Arena               | 13.362/ 13.362                           | $1.103.893   |  |
| 30 giugno 2013    | Denver               | Stati Uniti         | Pepsi Center                         | 12.885/ 12.885                           | 1.022.453    |  |
| 2 luglio 2013     | Oklahoma City        | Stati Uniti         | Chesapeake Energy Arena              | 12.209/ 12.209                           | $973.740     |  |
| 3 luglio 2013     | Dallas               | Stati Uniti         | American Airlines Center             | 13.945/ 13.945                           | $1.141.555   |  |
| 6 luglio 2013     | Omaha                | Stati Uniti         | CenturyLink Center Omaha             | 14.109/ 14.109                           | $1.090.542   |  |
| 7 luglio 2013     | Des Moines           | Stati Uniti         | Wells Fargo Arena                    | 13.108/ 13.108                           | $1.040.329   |  |
| 9 luglio 2013     | Chicago              | Stati Uniti         | United Center                        | 14.574/ 14.574                           | $1.198.621   |  |
| 10 luglio 2013    | Indianapolis         | Stati Uniti         | Bankers Life Fieldhouse              | 14.088/ 14.088                           | $1.091.325   |  |
| 12 luglio 2013    | Columbus             | Stati Uniti         | Nationwide Arena                     | 14.002/ 14.002                           | $1.101.544   |  |
| 13 luglio 2013    | Cleveland            | Stati Uniti         | Quicken Loans Arena                  | 15.084/ 15.084                           | $1.148.356   |  |
| 15 luglio 2013    | Buffalo              | Stati Uniti         | First Niagara Center                 | 14.789/ 14.789                           | $1.148.023   |  |
| 17 luglio 2013    | Filadelfia           | Stati Uniti         | Wells Fargo Center                   | 15.065/ 15.065                           | $1.243.009   |  |
| 18 luglio 2013    | Hartford             | Stati Uniti         | XL Center                            | 12.404/ 12.404                           | $1.032.636   |  |
| 20 luglio 2013    | Boston               | Stati Uniti         | TD Garden                            | 13.450/ 13.450                           | $1.123.874   |  |
| 23 luglio 2013    | Ottawa               | Canada              | Scotiabank Place                     | 13.741/ 13.741                           | $1.102.540   |  |
| 25 luglio 2013    | Toronto              | Canada              | Air Canada Centre                    | 29.153/ 29.153                           | $2.398.100   |  |
| 26 luglio 2013    | Toronto              | Canada              | Air Canada Centre                    | 29.153/ 29.153                           | $2.398.100   |  |
| 28 luglio 2013    | Detroit              | Stati Uniti         | Joe Louis Arena                      | 15.148/ 15.148                           | $1.208.287   |  |
| 30 luglio 2013    | Newark               | Stati Uniti         | Prudential Center                    | 26.824/ 26.824                           | $2.211.502   |  |
| 31 luglio 2013    | Newark               | Stati Uniti         | Prudential Center                    | 26.824/ 26.824                           | $2.211.502   |  |
| 2 agosto 2013     | New York             | Stati Uniti         | Barclays Center                      | 14.587/ 14.587                           | $1.207.640   |  |
| 3 agosto 2013     | Washington           | Stati Uniti         | Verizon Center                       | 14.647/ 14.647                           | $1.203.291   |  |
| 5 agosto 2013     | Columbia             | Stati Uniti         | Colonial Life Arena                  | 12.540/ 12.540                           | $996.246     |  |
| 7 agosto 2013     | Jacksonville         | Stati Uniti         | Jacksonville Veterans Memorial Arena | 11.526/ 11.526                           | $936.990     |  |
| 8 agosto 2013     | Tampa                | Stati Uniti         | Tampa Bay Times Forum                | 14.099/ 14.099                           | $1.101.576   |  |
| 10 agosto 2013    | Atlanta              | Stati Uniti         | Philips Arena                        | 12.407/ 12.407                           | $1.019.885   |  |
| Asia              |                      |                     |                                      |                                          |              |  |
| 23 settembre 2013 | Marina Bay           | Singapore           | Marina Bay Street Circuit            | N.D.                                     | N.D.         |  |
| 26 settembre 2013 | Bangkok              | Thailandia          | Challenger Hall                      | N.D.                                     | N.D.         |  |
| 29 settembre 2013 | Pechino              | Cina                | MasterCard Center                    | N.D.                                     | N.D.         |  |
| 2 ottobre 2013    | Dalian               | Cina                | Dailan Arena                         | N.D.                                     | N.D.         |  |
| 5 ottobre 2013    | Shanghai             | Cina                | Mercedes-Benz Arena                  | N.D.                                     | N.D.         |  |
| 7 ottobre 2013    | Saitama              | Giappone            | Saitama Super Arena                  | N.D.                                     | N.D.         |  |
| 10 ottobre 2013   | Seul                 | Corea del Sud       | Stadio Olimpico                      | N.D.                                     | N.D.         |  |
| 12 ottobre 2013   | Cotai                | Macao               | CotaiArena                           | N.D.                                     | N.D.         |  |
| America Latina    |                      |                     |                                      |                                          |              |  |
| 19 ottobre 2013   | San Juan             | Porto Rico          | Coliseo de Puerto Rico               | 13.674/ 13.674                           | $1.707.044   |  |
| 22 ottobre 2013   | Santo Domingo        | Rep. Dominicana     | Estadio Olimpico                     | 11.321/ 21.850                           | $941.883     |  |
| 24 ottobre 2013   | Panama               | Panama              | Estadio Nacional                     | N.D.                                     | N.D.         |  |
| 26 ottobre 2013   | Guatemala            | Guatemala           | Estadio Progresso                    | N.D.                                     | N.D.         |  |
| 29 ottobre 2013   | Bogotà               | Colombia            | Coliseo Campin                       | N.D.                                     | N.D.         |  |
| 31 ottobre 2013   | Quito                | Ecuador             | Estadio Atahualpa                    | 18.962/ 27.000                           | $2.481.840   |  |
| 2 novembre 2013   | San Paolo            | Brasile             | Estadio Anhembi                      | 31.922/ 33.374                           | $3.266.480   |  |
| 3 novembre 2013   | Rio de Janeiro       | Brasile             | Apoteose                             | 22.596/ 33.199                           | $2.460.450   |  |
| 6 novembre 2013   | Asunción             | Paraguay            | Jockey Club                          | 11.325/ 22.780                           | $1.228.090   |  |
| 8 novembre 2013   | Cordoba              | Argentina           | Mario Alberto Kembes                 | 23.565/ 23.565                           | $2.633.870   |  |
| 9 novembre 2013   | Buenos Aires         | Argentina           | Estadio Monunental                   | N.D.                                     | N.D.         |  |
| 10 novembre 2013  | Buenos Aires         |                     | Estadio Monunental                   | N.D.                                     | N.D.         |  |
| 12 novembre 2013  | Santiago             | Cile                | Estadio Nacional                     | 47.969/ 52.300                           | $4.948.320   |  |
| 13 novembre 2013  | Montevideo           | Uruguay             | Estadio Centenario                   | N.D.                                     | N.D.         |  |
| 18 novembre 2013  | Città del Messico    | Messico             | Estadio artzeka                      | 98.358/ 107.746                          | $6.999.860   |  |
| 19 novembre 2013  | Città del Messico    | Messico             | Estadio artzeka                      | 98.358/ 107.746                          | $6.999.860   |  |
| Oceania           |                      |                     |                                      |                                          |              |  |
| 23 novembre 2013  | Auckland             | Nuova Zelanda       | Vector Arena                         | N.D.                                     | N.D.         |  |
| 26 novembre 2013  | Brisbane             | Australia           | Brisbane Entertainment Centre        | 13.263/ 19.960                           | $1.655.360   |  |
| 27 novembre 2013  | Brisbane             | Australia           | Brisbane Entertainment Centre        | 13.263/ 19.960                           | $1.655.360   |  |
| 29 novembre 2013  | Sydney               | Australia           | Allphones Arena                      | 22.911/ 24.566                           | $2.946.530   |  |
| 30 novembre 2013  | Sydney               | Australia           | Allphones Arena                      | 22.911/ 24.566                           | $2.946.530   |  |
| 2 dicembre 2013   | Melbourne            | Australia           | Rod Laver Arena                      | 22.543/ 23.925                           | $2.706.030   |  |
| 3 dicembre 2013   | Melbourne            | Australia           | Rod Laver Arena                      | 22.543/ 23.925                           | $2.706.030   |  |
| 5 dicembre 2013   | Adelaide             | Australia           | Adelaide Entertainment Centre        | N.D.                                     | N.D.         |  |
| 8 dicembre 2013   | Adelaide             | Australia           | Perth Arena                          | 10.732/ 11.087                           | $1.376.970   |  |
| TOTALE            | TOTALE               | TOTALE              | TOTALE                               | 1.576.488/ 1.631.724 (96.6%)             | $132.200.682 |  |